# Kraken (empresa)
Kraken (legalmente chamada Payward, Inc.) é uma bolsa de criptomoedas sediada nos Estados Unidos, fundada em 2011. Foi uma das primeiras bolsas de bitcoin a ser listada no Bloomberg Terminal.

## História
A Kraken foi cofundada em 2011 por Jesse Powell com Thanh Luu e Michael Gronager. Em setembro de 2013, a Kraken foi lançada, oferecendo inicialmente negociações de Bitcoin, Litecoin e euros antes de adicionar moedas adicionais e negociação de margem.
Em 2014, a Kraken recebeu um prêmio de US$ 5 milhões de investimentos da Série A da Hummingbird Ventures e do Bitcoin Opportunity Fund . Um mês depois, a Kraken se tornou uma das primeiras bolsas de bitcoin a ser listada no Bloomberg Terminal. Em junho, a Kraken abriu o primeiro dark pool para bitcoins.
Em janeiro de 2016, a Kraken comprou a Coinsetter e a Cavirtex, uma bolsa sediada na cidade de Nova York. Um mês depois, a Kraken concluiu sua rodada de investimentos da Série B e adquiriu a bolsa holandesa CleverCoin, e a Glidera, um serviço de carteira de criptomoedas. Em março de 2017, a Kraken adquiriu a Cryptowatch, uma plataforma de gráficos e negociação.
Em setembro de 2020, a Kraken recebeu uma carta de instituição depositária de propósito especial (SPDI) em Wyoming, tornando-se a primeira bolsa de criptomoedas a ter tal carta nos Estados Unidos. No início de 2021, a Kraken buscou financiamento adicional de investidores com uma avaliação de mais de US$ 20 bilhões.
Em janeiro de 2021, a Kraken lançou um aplicativo móvel para usuários internacionais, que ficou disponível nos Estados Unidos em junho de 2021. Em setembro de 2022, Dave Ripley substituiu Powell, que se tornou presidente do conselho de administração da Kraken. Em novembro de 2022, a empresa lançou uma versão beta de seu mercado de tokens não fungíveis (NFT).
Em 2023, o mercado NFT da Kraken foi lançado oficialmente do teste beta, com a opção de os usuários pagarem pelas listagens por meio de moeda fiduciária ou criptomoeda. Em setembro de 2023, a Bloomberg informou que a Kraken planejava negociar fora da criptomoeda pela primeira vez, oferecendo negociação em ações listadas nos EUA e fundos negociados em bolsa.
A Kraken expandiu-se na Europa durante 2023, adicionando licenças de provedor de serviços de ativos virtuais (VASP) em três países: Irlanda, Itália e Espanha. Em outubro de 2023, a Kraken anunciou planos para continuar seu avanço europeu ao adquirir uma bolsa de criptomoedas sediada na Holanda chamada Coin Meester BV (BCM).
Em março de 2024, a Kraken lançou uma unidade chamada Kraken Institutional para fornecer serviços a usuários como investidores institucionais, fundos de hedge e emissores de ETF.
Em abril de 2024, a Kraken lançou a “Kraken Wallet”, uma carteira de criptografia compatível com oito blockchains.